# Nerone
Nerone ist eine unvollendete Oper von Arrigo Boito, der sowohl das Libretto als auch die Musik schrieb. Antonio Smareglia, Vittorio Tommasini und Arturo Toscanini erstellten nach dem Tod des Komponisten aus dem vorhandenen Material eine abendfüllende Fassung in vier Akten, letzterer dirigierte auch die Uraufführung im Jahre 1924. Die Oper zeigt fiktive Szenen aus dem Leben des römischen Kaisers Nero (54–68 n. Chr.), die Spannung zwischen der traditionellen Religion Roms und dem neuen Christentum sowie im Finale des IV. Akts den Brand Roms. Der V. Akt, in dem der Kaiser dem Wahnsinn anheimfällt, wurde zwar textlich vollendet, jedoch nicht kompositorisch.
Im Gegensatz zu Boitos Mefistofele wird das Werk nur sehr selten aufgeführt.

## Kontext
Arrigo Boito ist bekannt als Komponist der Oper Mefistofele, der einzigen Faust-Oper neben der Gounod’schen Fassung, die sich auf den Spielplänen der Opernhäuser durchsetzen konnte. Er ist ebenso bekannt als Textdichter und Übersetzer. Er schrieb Libretti für mehrere italienische Komponisten, zuvörderst Verdi (Otello, Falstaff), auch Ponchielli (La Gioconda) und Faccio (Amleto). Er übersetzte Webers Der Freischütz und Wagners Rienzi. Boito arbeitete ab 1862, also noch vor Fertigstellung des Mefistofele, an dem Sujet.
Der Künstler und sein Bruder gehörten der Gruppe Scapigliatura an, deren Name auf geraufte oder zerzauste Haare anspielt. Charakteristisch für diese lombardische Künstlergruppe, die zwischen 1860 und 1880 bestand, waren antibürgerlicher Protest, Widerstand gegen die Rhetorik des Risorgimento sowie Kritik an Kirche und Religion. Verherrlicht hingegen wurden sinnliche Liebe und „das Böse“. Folgerichtig trägt die Faust-Oper Boitos den Namen des Teufels, ist die zentrale Figur in Verdis Otello der Bösewicht Iago und bot sich der für seine Grausamkeiten berühmt-berüchtigte römische Kaiser als Opernsujet der Scapigliatura an.
Nerone war freilich nicht die erste und nicht die letzte Oper, die dem Leben und Wirken des römischen Kaisers gewidmet wurde. Zu nennen sind zumindest drei Werke, Georg Friedrich Händels Nero (Hamburg 1705), Anton Rubinsteins Nero (Hamburg 1879) und Pietro Mascagnis Nerone (Mailand 1935). Keines dieser Werke konnte sich auf den Spielplänen der Opernhäuser dauerhaft etablieren.

## Entstehung
Da Boito im Jahr 1875, kurz nach der Uraufführung der erfolgreichen Zweitfassung des Mefistofele, mit der Komposition begann, muss das Libretto zu diesem Zeitpunkt vorgelegen haben. Es ist bekannt, dass Verdi Interesse an dem Sujet zeigte und Boito motivierte und bekräftigte. Boito war in den letzten Lebensstunden Verdis in dessen Nähe. Noch im Todesjahr, 1901, wurde das Libretto zum Nerone veröffentlicht, es wurde allseits gelobt. Neben Verdi versuchte auch der Verleger Giulio Ricordi den Komponisten von der Qualität seiner Arbeit zu überzeugen. Beispielsweise schrieb ihm der Verleger, dass Nerone auch ohne V. Akt aufführungsreif sei. Im Juli 1911 spielte Boito für Ricordi die ersten vier Akte auf dem Klavier und der überzeugte den Komponisten, das Werk für die Uraufführung an der Scala freizugeben. Diese war für den Winter 1911–12 geplant, doch Ricordi starb und die Uraufführung wurde verschoben. 1913 sprach der Komponist mit Enrico Caruso über die Übernahme der Titelpartie und der weltberühmte Sänger sagte ihm zu, jedoch für eine Aufführung in New York. Wieder überwogen Boitos Selbstzweifel, wieder komponierte er ganze Teile neu, verwarf er schon fertiggestellte Passagen und überarbeitete sie neu. 1916 zog er den Nerone erneut zurück – nunmehr für eine Überarbeitung des gesamten ersten Aufzugs. 1918 starb er.
Zum Zeitpunkt des Todes Boitos, der sechzig Jahre an dem Sujet gearbeitet hatte, war die Orchestrierung der ersten drei Akte vollendet, hingegen waren einige Teile des IV. Akts noch im Entwurfsstadium. Die Komponisten Antonio Smareglia und Vittorio Tommasini sowie der Dirigent Arturo Toscanini erstellten nach dem Tod des Komponisten eine spielbare Fassung der ersten vier Akte und komplettierten die Orchestrierung, dies in Hinblick auf die Uraufführung an der Scala am 1. Mai 1924. Der Klavierauszug wurde von Ferrucio Calusio (1889–1983) erstellt. Die Gesangstimmen wurden 1924 veröffentlicht, die vollständige Partitur 1925.

## Aufführungsgeschichte
Bei der Uraufführung wurde die Titelpartie vom Tenor Aureliano Pertile verkörpert. Ursprünglich war diese Rolle Francesco Tamagno zugedacht. Die Asteria, zerrissen zwischen christlichen Idealen und ihrer Liebe zu Nero, wurde von Rosa Raisa übernommen.
| Rollen     | Stimmlage   | Teatro alla Scala Mailand, 1. Mai 1924 | Teatro dell’Opera Rom, 3. März 1928 |
| ---------- | ----------- | -------------------------------------- | ----------------------------------- |
| Nerone     | Tenor       | Aureliano Pertile                      | Giacomo Lauri Volpi                 |
| Simon Mago | Bariton     | Marcel Journet                         | Carmelo Maugeri                     |
| Fanuèl     | Bariton     | Carlo Galeffi                          | Benvenuto Franci                    |
| Asteria    | Sopran      | Rosa Raisa                             | Bianca Scacciati                    |
| Rubria     | Mezzosopran | Luisa Bertana                          | Luisa Bertana                       |
| Tigellino  | Bass        | Ezio Pinza                             | Ernesto Dominici                    |
| Gobrias    | Tenor       | Giuseppe Nessi                         | Luigi Cilla                         |
| Dositèo    | Bariton     | Carlo Walter                           | Seri Silvio                         |
| Perside    | Sopran      | Mita Vasari                            | Debora Fambri                       |
| Cerinto    | Alt         | Maria Doria                            | Tosca Ferroni                       |
| Dirigent   |             | Arturo Toscanini                       | Gino Marinuzzi                      |

1948 dirigierte Toscanini das Werk erneut an der Scala. Von dieser Inszenierung besteht ein Mitschnitt. Die Oper wurde auch mehrfach von der römischen Oper aufgeführt, zuerst zur Eröffnung der Oper im März 1928, dann im Dezember 1945, unmittelbar nach dem Untergang der totalitären Regime von Hitler und Mussolini, und schließlich nochmals im Sommer 1950 in Freiluftaufführungen in den Thermen des Caracalla.
Die US-amerikanische Erstaufführung fand konzertant am 12. April 1982 in der Carnegie Hall von New York City statt. Der prominente Musikkritiker Donal Henahan (1921–2012) schrieb in der New York Times – in Verkennung der historischen Abfolge – von „pure Mussolini music“.
Im deutschsprachigen Raum wurde das Werk im 20. und beginnenden 21. Jahrhundert kaum gespielt. Es gibt eine deutsche Übersetzung von Ernst Lert, Stuttgart 1928, die nahelegt, dass das Werk dort damals aufgeführt worden sei. Die Oper stand auf dem Spielplan der Bregenzer Festspiele 2021, inszeniert von Olivier Tambosi, dirigiert von Dirk Kaftan. Die Titelpartie sang der mexikanische Tenor Rafael Rojas. Gegeben wurde die italienische Originalfassung mit deutschen Übertiteln, gespielt wurde im Festspielhaus Bregenz, nicht auf der Seebühne.

## Aufnahmen
Es gibt aber einige Gesamtaufnahmen dieser Oper auf CD und auf Youtube, darunter eine Videoaufzeichnung aus Split – allerdings in sehr schlechter Bildqualität.

## Libretto
- Arrigo Boito: Nerone, tragedia in quattro atti, G. Ricordi e C., Milano, 1924